# Макьюэн, Джеральдин
Джеральдин Макьюэн (англ. Geraldine McEwan, пр. [mə'kjuːən]; 9 мая 1932 — 30 января 2015) — британская актриса, известная по роли мисс Марпл в одноимённом сериале на канале «ITV».

## Юность
Родилась 9 мая 1932 года в Старом Виндзоре, графство Беркшир, Англия, в семье Дональда и Норы (урождённой Бернс) Маккаун. У неё были ирландские предки: её дед по материнской линии был родом из Килкенни, а дед по отцовской линии ― из Белфаста. Её отец, наборщик типографий, руководил отделением Лейбористской партии в Старом Виндзоре.
Макьюэн выиграла стипендию для посещения школы для девочек округа Виндзор, затем частной школы, где она чувствовала себя совершенно не в своей тарелке, и брала уроки ораторского искусства. Однако в более позднем возрасте она сказала, что любила английский язык и, в частности, преподавание мисс Мич. В интервью Кассандре Джардин из Daily Telegraph в 2004 году она сказала о себе: Я была очень застенчивой и замкнутой, но после прочтения стихотворения на концерте Брауни все изменилось.

## Карьера
На театральной сцене дебютировала в 14 лет, а затем в короткий срок добилась больших успехов на театральном поприще сначала в Виндзоре, а затем и на Вест-Энде. В 1988 году Макьюэн выступила в качестве театрального режиссёра. В 1991 году актриса стала обладательницей премии «BAFTA» за свою роль в фильме «Не апельсинами едиными…». В 1998 году Макьюэн появилась на Бродвее в пьесе «Стулья», за роль в которой была номинирована на театральную премию «Тони».
В 2004 году она была выбрана в качестве нового лица мисс Марпл в телевизионной экранизации произведений Агаты Кристи. В этом образе она появилась в 12 телефильмах, после чего заявила о своём уходе из проекта. Макьюэн трижды принимала участие в озвучивании персонажа мисс Трипп в мультфильмах о приключениях Уоллеса и Громита.
Джеральдин Макьюэн в 1986 году отказалась от присвоения ей ордена Британской империи, а в 2002 году отказалась от степени Дамы-Командор этого ордена, что позволило бы ей прибавлять к своему имени титул Дама.
Она озвучила мисс Трипп в мультфильмах «Уоллес и Громит: Проклятие кролика-оборотня» и «Невероятные приключения Уоллеса и Громита: Дело о хлебе и смерти».

## Личная жизнь
В 1953 году Макьюэн вышла замуж за Хью Кратвелла, с которым она впервые познакомилась, когда ей было 14 лет, когда она работала в Королевском театре Виндзора. Кратвелл был директором Королевской академии драматического искусства с 1965 по 1984 год. У них родились сын Грег, актёр и сценарист, и дочь Клаудия.

## Смерть
Актриса умерла 30 января 2015 года в госпитале Хаммерсмита от последствий инсульта, перенесённого ею тремя месяцами ранее.

## Избранная фильмография
| Год       |    | Русское название                                                 | Оригинальное название                          | Роль                   |
| --------- | -- | ---------------------------------------------------------------- | ---------------------------------------------- | ---------------------- |
| 1960      | ф  | На полном серьёзе                                                | No Kidding                                     | Кэтрин Робинсон        |
| 1969      | ф  | Танец смерти                                                     | Dance of Death                                 | Элис                   |
| 1986      | ф  | Чужое тело                                                       | Foreign Body                                   | леди Амманфорд         |
| 1989      | ф  | Генрих V                                                         | Henry V                                        | Элис                   |
| 1990      | с  | Не апельсинами едиными…                                          | Oranges Are Not the Only Fruit                 | приёмная мать Джесс    |
| 1991      | ф  | Робин Гуд: Принц воров                                           | Robin Hood: Prince of Thieves                  | Мортианна              |
| 1999      | ф  | Любовное письмо                                                  | The Love Letter                                | Констанция Скаттергудс |
| 2002      | ф  | Пища любви                                                       | Food of Love                                   | Новотна                |
| 2002      | ф  | Сёстры Магдалины                                                 | The Magdalene Sisters                          | сестра Бриджет         |
| 2004      | ф  | Ярмарка тщеславия                                                | Vanity Fair                                    | леди Саутдаун          |
| 2004      | ф  | Дитя Лазаря                                                      | The Lazarus Child                              | Джанет                 |
| 2004—2009 | с  | Мисс Марпл Агаты Кристи                                          | Agatha Christie’s Marple                       | мисс Марпл             |
| 2005      | мф | Уоллес и Громит: Проклятие кролика-оборотня                      | Wallace & Gromit: The Curse of the Were-Rabbit | мисс Трипп             |
| 2008      | мф | Невероятные приключения Уоллеса и Громита: Дело о хлебе и смерти | A Matter of Loaf and Death                     | мисс Трипп             |

## Награды
- BAFTA 1991 — «Лучшая актриса» («Не апельсинами едиными…»)